# Griebnitzsee
Le Griebnitzsee est un lac étroit, situé entre le Brandebourg et les limites administratives méridionales de Berlin. Le lac serpente dans une vallée tunnel profonde, étroite, avec un profil en U comblée par des sédiments.

Le lac Griebnitzsee est relié au lac Wannsee par le canal Griebnitz. Il communique au canal Teltow et à la rivière Havel par l'intermédiaire du lac Großer Wannsee. Le Griebnitzsee a une altitude de 29,4 mètres et sa superficie est d'environ 0,592 km². 
Le lac Griebnitzsee est situé entre le quartier de Steglitz-Zehlendorf au sud-est de Berlin et le quartier Babelsberg de Potsdam.
Cette région, autrefois peuplée par les tribus slaves des Milceni ancêtres des Sorabes d'aujourd'hui. Ils ont donné le nom à ce lac Griebnit du slave grib : « champignon » et (n)ica : « lieu ».
Lors de la séparation de l'Allemagne, le lac Griebnitzsee constituait une frontière naturelle entre Berlin-Ouest la RDA.